# 永远的蝙蝠侠
《永远的蝙蝠侠》（英語：Batman Forever）是1995年的美国超级英雄电影，由乔·舒马赫执导，蒂姆·波顿监制，是蝙蝠侠系列电影的第3部，方·基默取代迈克尔·基顿饰演布鲁斯·韦恩（蝙蝠侠）。其他主要演员还包括汤米·李·琼斯、金·凯瑞、妮可·基德曼和克里斯·奥唐纳。剧情主要讲述了蝙蝠侠试图阻止双面人和谜语人从高谭市所有人的大脑中将訊息抽干的阴谋，在这一过程中他也获得了心爱的蔡斯·梅里黛恩博士和一个名叫迪克·格雷森的年轻马戏团杂耍演员的帮助，后者将成为蝙蝠侠的搭档罗宾。
华纳兄弟公司认为蝙蝠侠系列电影的第二部作品《蝙蝠侠归来》由于其暴力和黑暗的基调而导致票房上不及预期，所以想让这部电影作出调整，变得更适合全家人一起观看。舒马赫回避了前作反乌托邦的黑暗氛围，从1940年代到1950年代初的蝙蝠侠动漫小说和1960年代的电视剧集里直接汲取灵感。电影的预算约为1亿美元，制作过程困难重重，主角人选也考虑过多位演员。影片的拍摄地点包括加利福尼亚州旧金山的阿尔卡特拉斯岛和纽约的曼哈顿大桥等。
《永远的蝙蝠侠》于1995年6月16日上映，获得的评价褒贬不一，其中视觉效果，配乐，动作戏和凯瑞与琼斯的演出表现获得赞赏，但基墨的演出表现遭分化评論，而与前两部作品欠缺关联性的剧本则受批评。商业上本片获得了成功，超过了《蝙蝠侠归来》，全球票房收入超过3.36亿美元，在1995年世界电影票房排列榜上名列第6位，其中在美国上映首周就收入了5278万4433美元。

## 劇情
在犯罪盛行的高譚市，黑暗義警蝙蝠侠阻止了一宗由双面人引起的银行人质事件，但双面人还是成功逃脱，雙面人以前曾經是一位名叫哈维·登特的地方檢察官，因为遭遇意外而变成一名邪恶的罪犯。爱德华·奈格玛是韦恩企业的一名研究人员，他开发出一种可以直接和人脑相连接的机器，通晓他人思想并加以控制的机器。身為蝙蝠俠的布鲁斯·韦恩认为这样的发明会引起太多的争议，因此拒绝采纳，爱德华于是愤怒地杀死了自己的上司并伪造成自杀后辞职。
与精神科医生蔡斯·梅里黛恩博士会面后，布鲁斯邀请她参加一场慈善晚会。但双面人和他的爪牙强攻进来，试图发现蝙蝠侠的真实身份，在这一过程还杀死了一个杂技演员世家，仅有最年轻的迪克·格雷森生还，他把双面人的炸弹扔到了河里。布鲁斯觉得自己对迪克家人的死负有责任，于是让他呆在自己家里。迪克于是宣称要为家人报仇杀死双面人，然后发现了布鲁斯原来就是蝙蝠侠，于是他坚持要成为蝙蝠侠的搭档罗宾。
与此同时，奈格玛成为了一个叫“谜语人”的罪犯并且与双面人结成同盟。奈格玛可以利用自己之前被布鲁斯所拒绝的发明知晓并控制他人的思想，盗取其智商。在一个商业聚会上，奈格玛发现了布鲁斯的秘密身份。双面人于是发动攻击，差点杀死了蝙蝠侠，但后者被及时赶到的罗宾所救。然而，双面人和谜语人来到了韦恩的豪宅，进入蝙蝠洞后毁掉了大部分装备，之后两人绑架了蔡斯，给蝙蝠侠留下了一个谜语。
解开最后一个谜语后，蝙蝠侠与罗宾找到了谜语人的巢穴。到达岛上后，罗宾遇上了双面人并成功将其击倒，但他因為更想雙面人坐牢而在危急之際救起他，卻被双面人所擒。蝙蝠侠成功到达谜语人的老巢，却发现罗宾和蔡斯都成了人质，两人都被绑起来，嘴巴用胶带堵住，吊在一个裂口之上，要求蝙蝠侠选择只能救一个。蝙蝠侠设法同时救下两人并毁掉了收集脑波的设备，导致谜语人精神崩溃。经过一场大战，双面人從高空墜下而跌死，谜语人被送进精神病院。蔡斯試探谜语人是否知道蝙蝠俠的真實身份，但谜语人竟然瘋稱自己為蝙蝠俠。蔡斯于是与布鲁斯·韦恩再次见面，告诉他秘密很安全。蝙蝠侠和罗宾于是继续保护高谭城。

## 演员

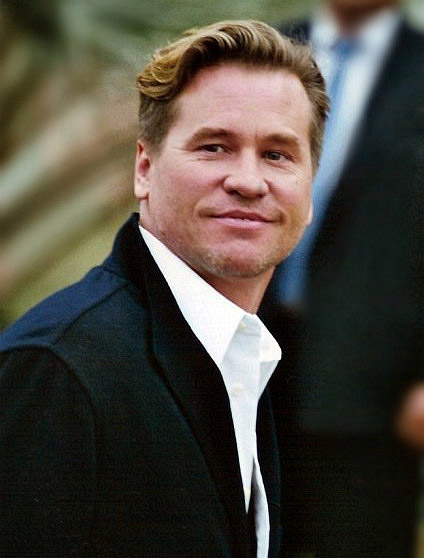
方·基默（摄于2005年）在《永远的蝙蝠侠》中出演蝙蝠侠

- 方·基默饰布鲁斯·韦恩/蝙蝠侠：看到父亲的日记后，他对自己复仇的行为产生了疑问。在自己犯罪克星的双重身份间争扎的同时，布鲁斯也与蔡斯·梅里黛恩博士开始了一段浪漫关系。
- 湯米·李·瓊斯饰哈维·登特 / 双面人：他以前是高谭市一位优秀的地区检察官，但在半边脸被犯罪头目用酸毁容后而发疯，成为双面人，他会抛一个硬币来决定是否杀死对方。
- 占·基利饰爱德华·奈格玛/谜语人：前韦恩企业雇员，新发明被布鲁斯·韦恩亲自拒绝后他辞职了，之后变成了一个邪恶的谜语人，会在自己的犯罪现场留下谜语。
- 妮可·基嫚饰蔡斯·梅里黛恩博士：一位精神科医生，也是布鲁斯·韦恩心仪的女子。她对蝙蝠侠的双重天性心驰神往，电影的高潮段落中被劫持为人质。
- 克里斯·奧唐納饰迪克·格雷森/罗宾：他曾是马戏团的杂技演员，父亲和兄弟被双面人谋杀后布鲁斯收留了他。他一心想找双面人报仇，发现蝙蝠洞而意识到布鲁斯就是蝙蝠侠后，他决心成为蝙蝠侠打击犯罪的搭档罗宾。
- 麥可·高福饰阿福：韦恩家族忠实的管家，也是布鲁斯的知已，阿尔弗莱德也与年幼的迪克·格雷森是好朋友。
- 帕特·亨格尔饰詹姆斯·戈顿：高谭城警察局长。
- 茱兒·芭莉摩饰甜甜：双面人的“好”助手。
- 黛比·玛扎（英语：Debi Mazar）饰辣辣：双面人的“坏”助手。
- 鲍勃·凯恩饰八卦格尔蒂：高谭的头号八卦专栏作家。
- 雷內·奧柏戎諾瓦饰波顿博士：精神病院首席医师。

## 制作

### 发展
虽然1992年電影《蝙蝠侠归来》在商业上是十分成功的，但华纳兄弟影片觉得其表现应该还可以更好。所以他们决定把这一系列的发展方向朝主流角度转变。乔·舒马赫为此取代了蒂姆·波顿成为了新蝙蝠俠電影作品的导演，而波顿还是留了下来擔任制片人。之后波顿与李·巴彻勒和简妮特·斯科特-巴彻勒见面，两人同意他有关“蝙蝠侠的关键因素是他的双重性，而不仅仅是蝙蝠侠就是布鲁斯·韦恩”的看法。波顿与舒马赫一起聘请了巴彻勒夫妇编写剧本，其中增加了一个由一只宠物鼠陪伴，有严重精神疾病的谜语人。故事中的元素和大部分对话都保留到了最终拍摄的电影中，不过舒马赫觉得还可以让其变得更轻松一些。舒马赫称自己起初打算改编弗兰克·米勒的漫畫《蝙蝠侠：元年》，但華納兄弟當時想拍的是续集而並非前传，因此拒绝了这个方案，不过舒马赫还是得以在电影中包括了布鲁斯·韦恩过去的一些很简略的经历。他还请来之前曾經与自己在電影《惊窥》中合作过的阿奇瓦·高斯曼来编写第二稿的剧本。

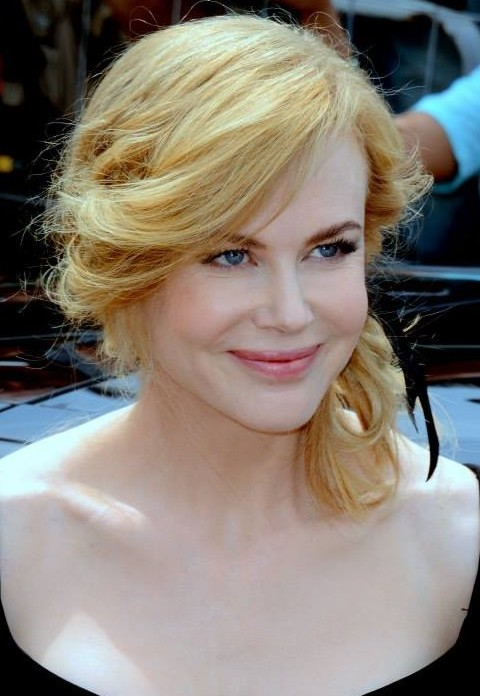
妮可·基德曼（摄于2013年）飾演的蔡斯·梅里黛恩博士与蝙蝠侠有着浪漫的关系

蕾妮·罗素被选中出演蔡斯·梅里黛恩博士，但蝙蝠俠的原扮演者米高·基頓对於电影系列的新方向感到不满，因此决定不再回归出演蝙蝠侠。基顿也想找些“更有意思的角色”来演而拒绝了出演本片可获得的1500万美元片酬。几天后，方·基默被选中飾演蝙蝠侠，导演认为與基默相比，罗素年龄上有些太大，因此换了另一位女演员。舒马赫是在看过電影《墓碑镇》中基默的表演后有意请他出演蝙蝠侠的，而后者甚至连剧本也没看过，还不知道新导演是谁就接受了这个角色。在这以前，丹尼爾·戴-劉易斯、雷夫·范恩斯、威廉·鮑德溫和強尼·戴普都曾經是取代米高·基頓的考虑人选。伊森·霍克由于担心角色定型而拒绝了出演的机会，但之后对这个决定感到后悔。羅蘋·萊特·潘、珍妮·特里普里霍恩和琳達·漢密爾頓都是出演蔡斯·梅里黛恩博士的竞争者，其中前者似乎是最有望胜出的一位，但最终被选中的是妮可·基嫚。她之前曾是《蝙蝠侠归来》中猫女一角的考虑人选，但当时选择的是蜜雪兒·菲佛。
虽然比利·迪·威廉姆斯在第一集《蝙蝠侠》中出演了哈维·登特，因为他希望能在一部续集中扮演双面人，但舒马赫最终选择了湯米·李·瓊斯来饰演。自两人在電影《惊窥》中合作过后，琼斯一直是导演对这个角色的第一人选。琼斯称自己收到剧本后是经过很谨慎考虑后才接受的，这其中部分是因为双面人是他儿子最喜欢的一个人物。羅賓·威廉斯表示有意出演谜语人，而蒂姆·波顿曾在前期制作期间考虑过米奇·多南兹，不过最终选中的是占·基利。罗宾一角曾出现在《蝙蝠侠归来》的拍摄脚本中，但由于片中角色已经太多而予以删除。马龙·韦恩斯本已被选中出演，并且也签下了《永远的蝙蝠侠》，但剧组之后决定请一位白人演员取代他。莱昂纳多·迪卡普里奥和克里斯·奧唐納成为决赛对手，后者最终胜出。米歇尔·加洛德（Mitchell Gaylord）则是奥唐纳的特技替身。

### 拍摄
本片的主体拍摄於1994年10月15日開始，1995年2月15日結束。舒马赫请来芭芭拉·林担任艺术指导，称电影需要一股“冲劲”，而林就可以“冲过去”。舒马赫希望电影在设计上与两部前作都没有任何联系，而是从1940年代至1950年代初的《蝙蝠侠》漫画书、1960年代的《蝙蝠侠》电视剧以及1930年代的纽约市建筑风格结合现代东京的建筑风格里汲取灵感。他还希望达成“一个有个性的城市”，其中有更多的雕像等。
舒马赫在拍摄期间对基默不满，觉得对方“幼稚且不可理喻”，称他曾与多位剧组成员打架，而且在自己告诉他行为举止不要总是那么失礼后也连续两星期拒绝和导演说话。舒马赫提及汤米·李·琼斯也挺麻烦：“金·凯瑞是位绅士，汤米·李觉得受到了威胁。我真烦了这些享有太多特权，身价也高得离谱的演员，希望自己再不也需要和他们合作。”

### 设计和特技
瑞克·贝克（Rick Baker）负责了电影中的假肢化妆设计。约翰·迪克斯特拉（John Dykstra）、安德鲁·亚当森（Andrew Adamson）和吉姆·赖吉尔（Jim Rygiel）担任影片的视觉效果总监，而电影中较为复杂的特技镜头则是由太平洋数据影像制作的。对于电影中的服装设计，制片人彼得声称曾有146位职员合作。蝙蝠侠的服装经过重新设计，令其更显“有机和前卫”。音效和音效剪辑由布鲁斯·斯坦布勒和约翰·莱维斯克（John Levesque）负责，他们还曾前往洞穴内录制蝙蝠的声音。《永远的蝙蝠侠》中还设计了一辆全新的蝙蝠車，并且一共制作了两辆，其中一辆用于特技需要，另一辆拍摄特写镜头，两者都展示出装有一台V8发动机。

### 音乐
电影的剧本写完以前，舒马赫就请来艾略特·高登索为电影谱曲，导演希望他避免从丹尼·葉夫曼的音乐中获取灵感，而是进行一次原创。电影的原声带于1995年7月11日发行，拥有磁带和CD两种载体。其中一共包含18首曲目，全长44分钟。
曲目列表
1. 《Main Title & Fanfare》（1:50）
2. 《Perpetuum Mobile》（0:59）
3. 《The Perils of Gotham》（3:01）
4. 《Chase Noir》（1:45）
5. 《Fledermausmarschmusik》（1:15）
6. 《Nygma Variations (An Ode to Science)》（6:02）
7. 《Victory》（2:37）
8. 《Descent》（1:07）
9. 《The Pull of Regret》（2:50）
10. 《Mouth to Mouth Nocturne》（2:14）
11. 《Gotham City Boogie》（2:02）
12. 《Under the Top》（5:42）
13. 《Mr. E's Dance Card (Rhumba, Foxtrot, Waltz & Tango)》（3:21）
14. 《Two-Face Three Step》（2:20）
15. 《Chase Blanc》（1:23）
16. 《Spank Me! Overture》（2:46）
17. 《Holy Rusted Metal》（1:51）
18. 《Batterdammerung》（1:21）

## 发行
《永远的蝙蝠侠》在发行前作出了几项较大的改动，据导演舒马赫表示，电影原本片长有近160分钟，被删除的镜头包括双面人从精神病院逃出等。

### 票房
《永远的蝙蝠侠》于1995年6月16日在美国的2842家电影院上映，首周进账5278万4433美元，这创下了当时电影上映首周的新票房纪录。影片最终在北美收入为1亿8403万1112美元，其他国家入账1亿5249万8032美元，总计3亿3652万9144美元，在商业上获得了成功。电影在商业上比前作《蝙蝠侠归来》成功，是1995年美国本土的电影票房亚军，仅次于《玩具总动员》。

### 专业评价
《永远的蝙蝠侠》获得的评价褒贬不一。根据烂蕃茄上收集的58篇专业评论文章，其中24篇给出了“新鲜”的正面评价，“新鲜度”为41%，平均得分5.2（最高10分），网站上对影片的共识评价中写道：“吵吵闹闹，忙个不停，但还是很无聊。不过《永远的蝙蝠侠》还是有汤米·李·琼斯和金·凯瑞的魅力来救场。”Metacritic则根据23篇评论文章得出了51的平均分（满分100），其中10篇好评，2篇差评，11篇褒贬不一。
《滚石》的彼得·特拉维斯（Peter Travers）表示《永远的蝙蝠侠》仍然是优秀的电影，认为该片是这年暑期包括最多惊喜的作品。不过他也批评了影片的过度商品化，觉得剧本中缺乏蒂姆·伯顿给蝙蝠侠创造出的那种长久以前父母被谋杀的痛苦。《綜藝》的布莱恩·洛瑞（Brian Lowry）指出，“有一个需要质疑的是给硬质橡胶制成的蝙蝠衣加上乳头部分的逻辑，这到底是谁的主意？阿尔弗莱德？有一些电脑合成的高谭城市景观看上去也太假了。艾略特·高登索的配乐也不像丹尼·葉夫曼在前两部电影中表现那么轰轰烈烈。”
詹姆斯·伯拉迪尼称赞影片“更轻松、更明亮、更风趣，节奏也更快，而且比以前（的作品）更加丰富多彩”。斯科特·比提感觉“汤米·李·琼斯把哈维·登特当成小丑在演，而不是一个多层次的无赖”。李·伯米乔（Lee Bermejo）称《永远的蝙蝠侠》让人“不堪忍受”。《芝加哥太阳报》的罗杰·艾伯特给予本片两星半的评价（最高四星），他在自己的评论中写道：“这部电影是不是更有娱乐性？好吧，对于小孩子们来说，这片子会比较容易消化。想想《蝙蝠侠归来》曾导致一些孩子们嚎啕大哭，那個什么PG-13级可真是个笑话。”米克·拉萨尔（Mick LaSalle）评价上褒贬不一，认为“给基默的橡胶（蝙蝠）衣上来一枪保证可以引来观众的尖叫声”。

### 奖项
在第68届奥斯卡金像奖角逐中，《永远的蝙蝠侠》获得了摄影、音效和音效剪辑3项提名，不过都没能获奖，分别败给了《勇敢的心》和《阿波罗13号》。由U2乐团表演的歌曲获得了金球奖最佳原创歌曲奖提名，但不敌《风中奇缘》的。另外这首歌也被提名金酸莓奖最差原创歌曲，还好也没有获奖。影片还获得土星奖最佳奇幻电影、化妆、特技效果、服装设计提名，为电影谱曲的艾略特·戈登塞尔获得了一奖格莱美奖提名。此外还有MTV电影大奖、儿童选择奖等多个奖项提名。

### 周边商品
彼得·大卫和亚伦·格兰特分别撰写了电影的改编小说并出版。丹尼斯·奥尼尔撰写了一部漫画书改编作品，其中的插图由米哈尔·达基维兹绘制。

## 续集
1997年6月20日上映的电影《蝙蝠侠与罗宾》是本片的续集，也是蝙蝠侠系列电影的第4部，乔·舒马赫继续担任导演，阿奇瓦·高斯曼出任编剧。乔治·克鲁尼扮演蝙蝠侠，克里斯·奥唐纳饰演罗宾，阿诺德·施瓦辛格出演急冻人，乌玛·瑟曼诠释毒藤女，艾丽西亚·希尔维斯通扮演蝙蝠女孩。这部电影获得的评价很不理想。